# Takuya Takagi
Takuya Takagi (n. 12 noiembrie 1967) este un fost fotbalist japonez.

## Statistici
| Japonia | Japonia | Japonia |
| An      | Meciuri | Goluri  |
| ------- | ------- | ------- |
| 1992    | 11      | 5       |
| 1993    | 13      | 7       |
| 1994    | 5       | 2       |
| 1995    | 0       | 0       |
| 1996    | 10      | 6       |
| 1997    | 5       | 7       |
| Total   | 44      | 27      |